# Changchub Dorje
| Tibetische Bezeichnung                    |
| ----------------------------------------- |
| Tibetische Schrift: བྱང་ཆུབ་རྡོ་རྗེ་            |
| Wylie-Transliteration: byang chub rdo rje |

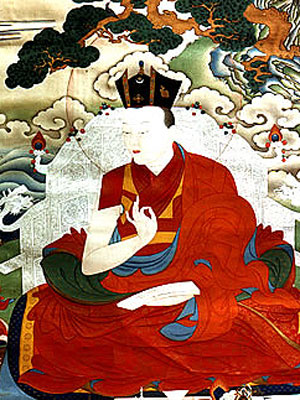
Changchub Dorje

Changchub Dorje (tib.: byang chub rdo rje; * 1703 in Derge; † 1732) war der 12. Karmapa der Karma-Kagyü-Schule des tibetischen Buddhismus.

## Biographie
In Übereinstimmung mit dem Brief seines Vorgängers wurde Changchub Dorje in der Provinz Derge, Osttibet, gefunden. Er wurde von Chökyi Döndrubs (1695–1732; 8. Shamarpa) Suchtrupp nach Karma Gompa gebracht und von ihm dort anerkannt. Changchub Dorje studierte unter vielen bekannten Meistern seiner Zeit. Er gab auch Belehrungen der Kagyü-Linie an den damaligen Meister der Kathog Nyingma und erhielt dafür von ihm Belehrungen der Nyingma. Aufgrund der schwierigen politischen Verhältnisse nach dem Tod des 6. Dalai Lama verließ Changchub Dorje Tibet und machte in Begleitung des 7. Goshri Gyeltshab Rinpoche Könchog Öser (1699–1765), des 8. Shamarpa und des 8. Tai Situpa eine Pilgerreise nach Indien und Nepal. In Nepal wurden sie vom damaligen König hoch geehrt, und in Indien besuchten sie die heiligen Stätten des Buddha Shakyamuni. Nach seiner Rückkehr nach Tibet unter dem 7. Dalai Lama erhielt er eine Einladung nach China (Yongzheng). Er nahm an und machte sich mit Shamarpa auf die Reise. Da die politischen Verhältnisse immer noch schwierig waren und er seinen baldigen Tod ahnte, schickte er einen Brief an den 8. Tai Situpa mit Voraussagen über seine nächste Geburt. Changchub Dorje (29) und Chökyi Döndrub (37) starben auf der Reise nach China an den Pocken. Haupt-Linienhalter der Karma-Kagyü wurde Chökyi Chungne (1700–1774; 8. Tai Situpa).